# Murmanda
Het huis Murmanda aan de Nassaulaan 48 is een gemeentelijk monument in Baarn in de provincie Utrecht. De villa staat in de Transvaalwijk.
In de gevelsteen valt te lezen dat Deze steen is gelegd door Jan van Hattum, oud 7 jaar 2 aug.s 1909. Het blokvormige huis heeft aan de linkerzijde een uitbouw. De ingang van het in Um 1800-stijl gebouwde huis bevindt zich onder een luifel in de symmetrische voorgevel. Links in de hal met bordestrap zijn de woonkamer met een serre en een salon, rechts zijn de ontvangkamer, keuken en dienstvertrekken.